# Guifi.net
Guifi.net é uma rede comunitária gratuita e neutra de livre acesso de serviços de internet espanhola, principalmente sem fio, com mais de 35 mil nós ativos e cerca de 63 mil km de links sem fio (em julho de 2018).  A maioria desses nós está localizada na Catalunha e na Comunidade Valenciana , na Espanha . mas a rede está crescendo em outras partes do mundo. A rede é auto-organizada e operada pelos usuários usando links sem fio não licenciados e links de fibra óptica abertos.[carece de fontes?]
Os nós da rede são contribuídos por indivíduos, empresas e administrações que se conectam livremente a uma rede aberta de telecomunicações e estendem a rede onde quer que a infraestrutura e o conteúdo possam não estar acessíveis. Os nós ingressam na rede seguindo o modelo de auto-provisão, já que toda a estrutura é explicitamente aberta para facilitar o entendimento de como está estruturada, para que todos possam criar novas seções conforme necessário. Isso resulta em uma infraestrutura de rede comum que fornece conectividade abundante.

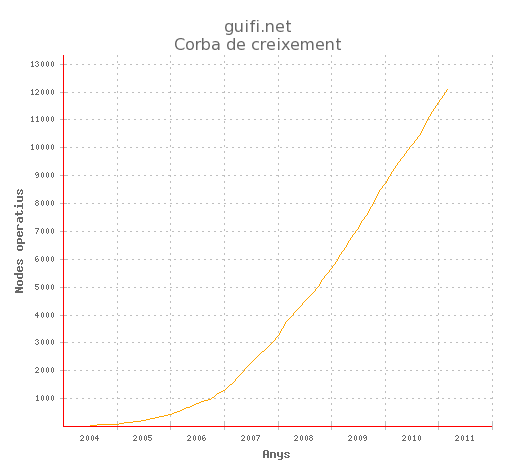
Growth curve of nodes in the guifi.net network by year. March 15th, 2011

O Guifi.net é suportado pela Guifi.net Foundation, que é registrada como operadora na Comissão Espanhola do Mercado de Telecomunicações (CMT) desde abril de 2009. Em agosto de 2009, foi iniciada a primeira implantação de fibra óptica , conhecida como Fiber From A iniciativa de banda larga das fazendas (FFTF), cobrindo cerca de 2 km e ligando dezenas de fazendas e casas de fazenda na cidade de Gurb.
Desde o início de 2011, o guifi.net está conectado ao Ponto de Troca de Internet Neutro da Catalunha (CATNIX), que troca dados com outras operadoras de telecomunicações internacionais, como Cogent Communications e Hurricane Electric . Essa conexão com a Internet é usada por várias associações que oferecem a seus membros acesso à Internet de baixo custo em alta velocidade, que outros provedores de serviços da Internet atualmente não oferecem. O modelo é orientado ao compartilhamento de custos, o mecanismo de compensação.
O princípio básico de operação é baseado na licença comum wireless.